# هنر بیزانسی

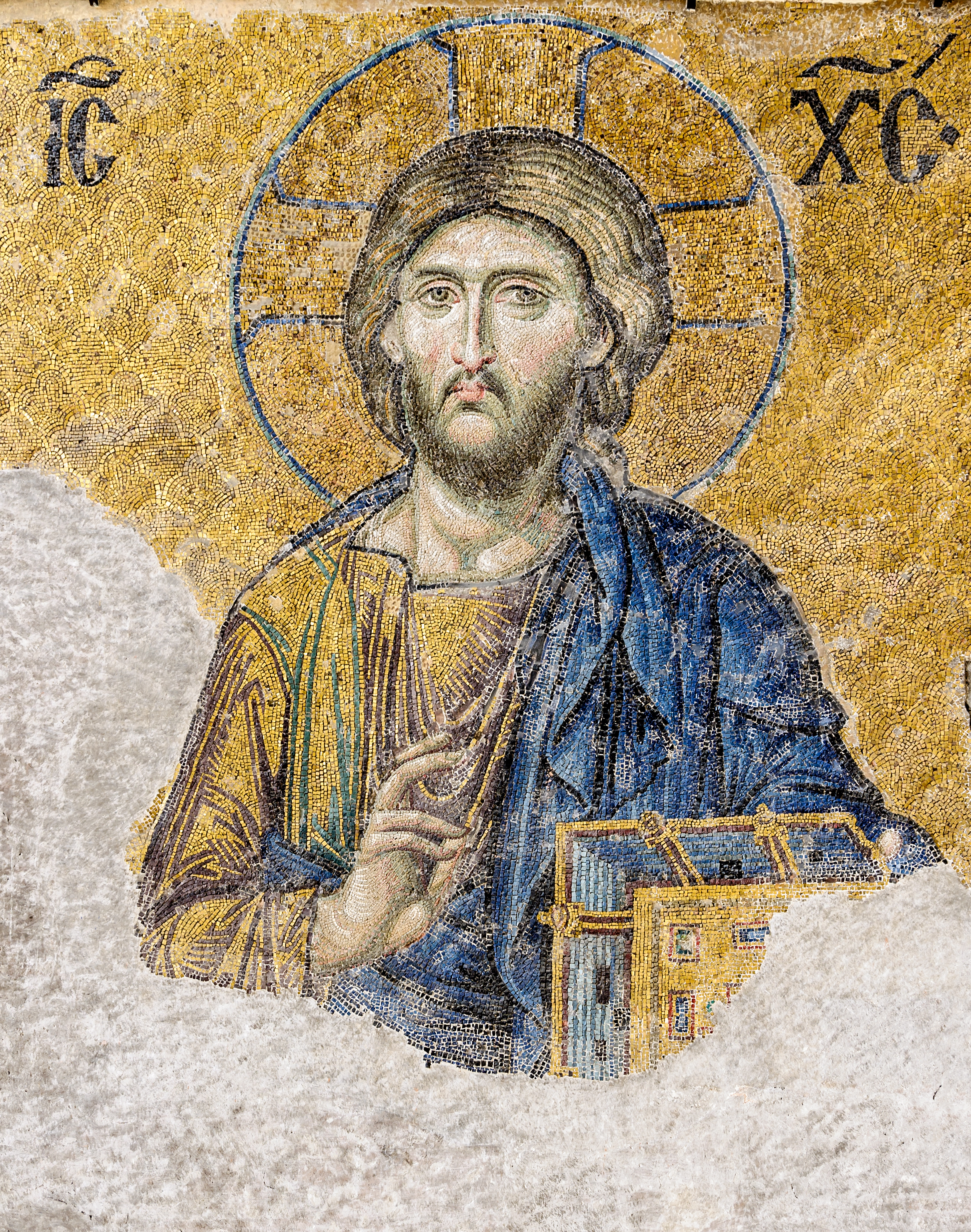
معروف‌ترین بازماندهٔ موزاییک‌کاری هنر بیزانس از مسجد ایاصوفیه در قسطنطنیه، تصویر مسیح بر روی دیوار گالری جنوبی بالا، موزاییک‌کاری از قرن دوازدهم میلادی

هنر بیزانسی (انگلیسی: Byzantine art) نامی است برای ساخته‌های هنری امپراتوری بیزانس یا امپراتوری روم شرقی و همچنین به عنوان ملت‌ها و دولت‌هایی که از دیدگاه فرهنگی این هنر را از امپراتوری دریافت کردند و تحت تأثیر آن قرار گرفتند، اگر چه خود این امپراتوری از تجزیه روم پدید آمد ولی تا زمان سقوط قسطنطنیه به دست سلطان محمد فاتح در سال ۱۴۵۳ این امپراتوری توانست هنر بیزانسی را به کشورها و کلیساهای ارتدوکس در شرق اروپا و همچنین به برخی از کشورهای مسلمان شرق مدیترانه صادر کند
تعدادی از کشورهای معاصر با امپراتوری بیزانس که از دیدگاه فرهنگی تحت تأثیر آن قرار گرفتند و در واقع بدون اینکه بخش کاملی از آن را دریافت نمایند به عنوان مشترک‌المنافع بیزانس نامیده شدند که این کشورها عبارت هستند از بلغارستان، صربستان، و روس، همین‌طور برخی از کشورهای غیر ارتدوکس مانند جمهوری ونیز و پادشاهی سیسیل که با وجود اینکه تحت تأثیر جهات دیگر یعنی بخشی از فرهنگ غرب اروپا قرار داشتند را می‌توان نام برد، هنر ایجاد شده توسط مسیحیان ارتدوکس در شرق اروپا نشات گرفته از امپراتوری عثمانی است که اغلب به نام پس از بیزانس نامیده می‌شود و این هنری است دارای سنت‌های خاص که تا حدودی از امپراتوری روم شرقی نشات گرفته، به خصوص با توجه به نقاشی آیکون و معماری کلیسا در یونان، صربستان، بلغارستان و روسیه و دیگر کشورهای ارتدوکس شرقی تا به امروز را شامل می‌شود.

## درونمایهٔ هنر بیزانسی
هنر بیزانسی در حقیقت شیوهٔ معماری و نقاشی و موزاییک‌کاری مختص امپراتوری بیزانس است که از قرن چهارم میلادی در بیزانس یا روم شرقی که پایتخت آن قسطنطنیه بود معمول شد و تا قرن پانزدهم میلادی در بسیاری از کشورها به خصوص سوریه، یونان، یوگسلاوی و روسیه متداول ماند،
از خصوصیات بارز و متمایز آن می‌توان به معماری ساختمان‌های گنبدشکل آن بر زمینهٔ چهارگوش با به‌کارگیری لچکی اشاره داشت، در نقاشی و موزاییک‌کاری رنگ‌های پرمایه و بخصوص طلا برای ساختن چهره‌های رسمی و آرام با هیکل‌های خشک و تمام‌رخ و ایستا، این شکل از ایجاد اثر هنری اغلب به شکل ایستا و بدون برجسته‌نمایی و سایه‌روشن کاری است که به همراه آن می‌توان شاهد نگاره‌های هندسی در سطوح مستوی بود.

## نگارخانه

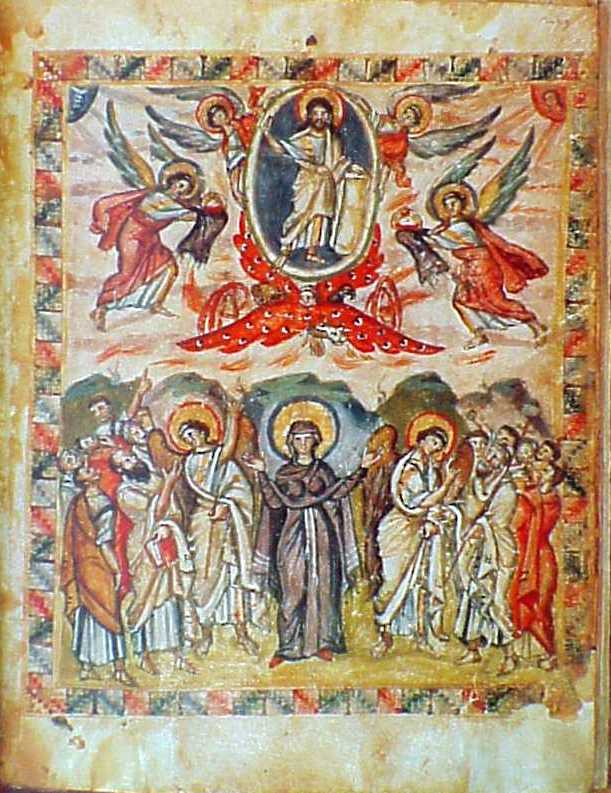
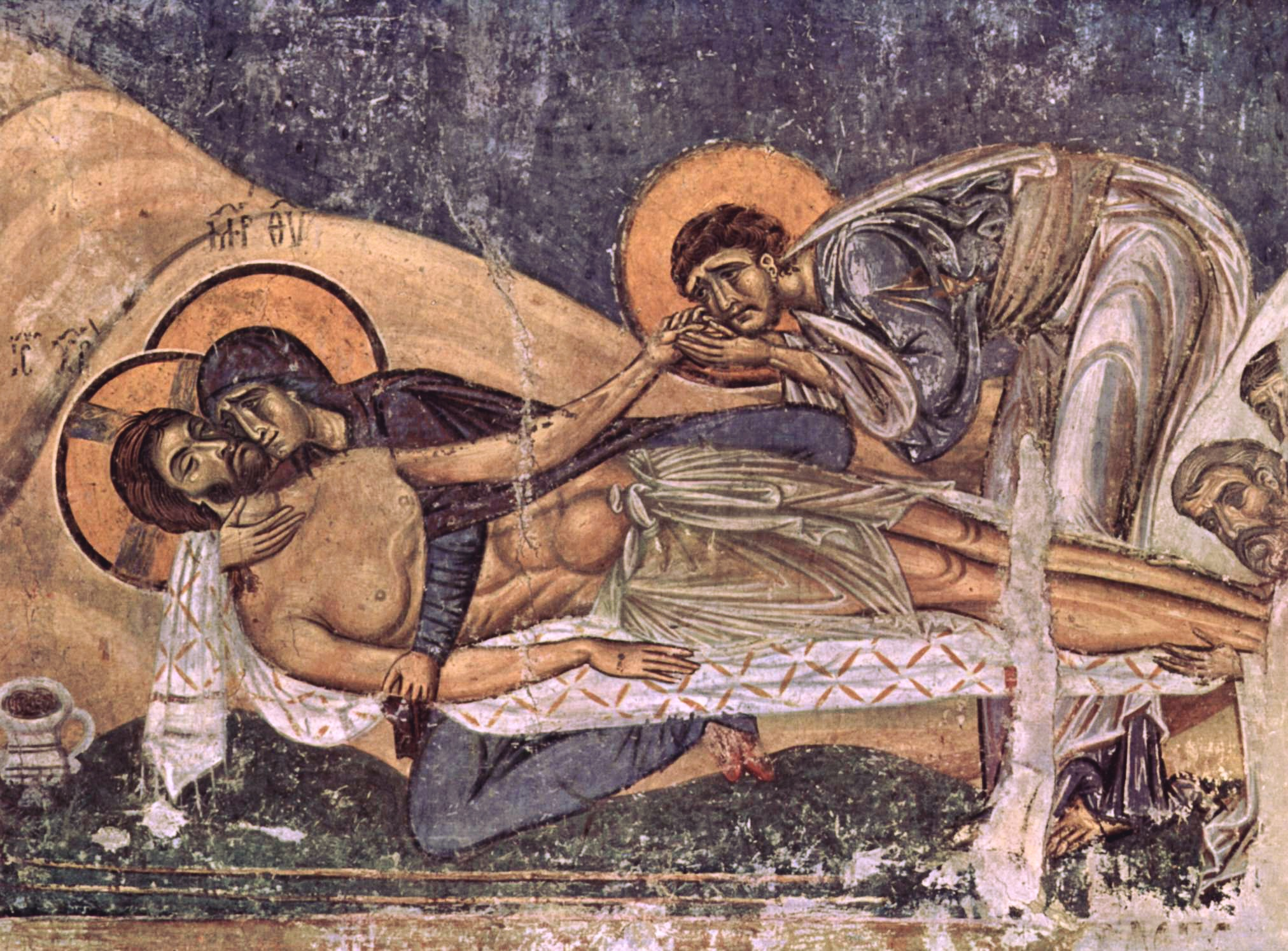
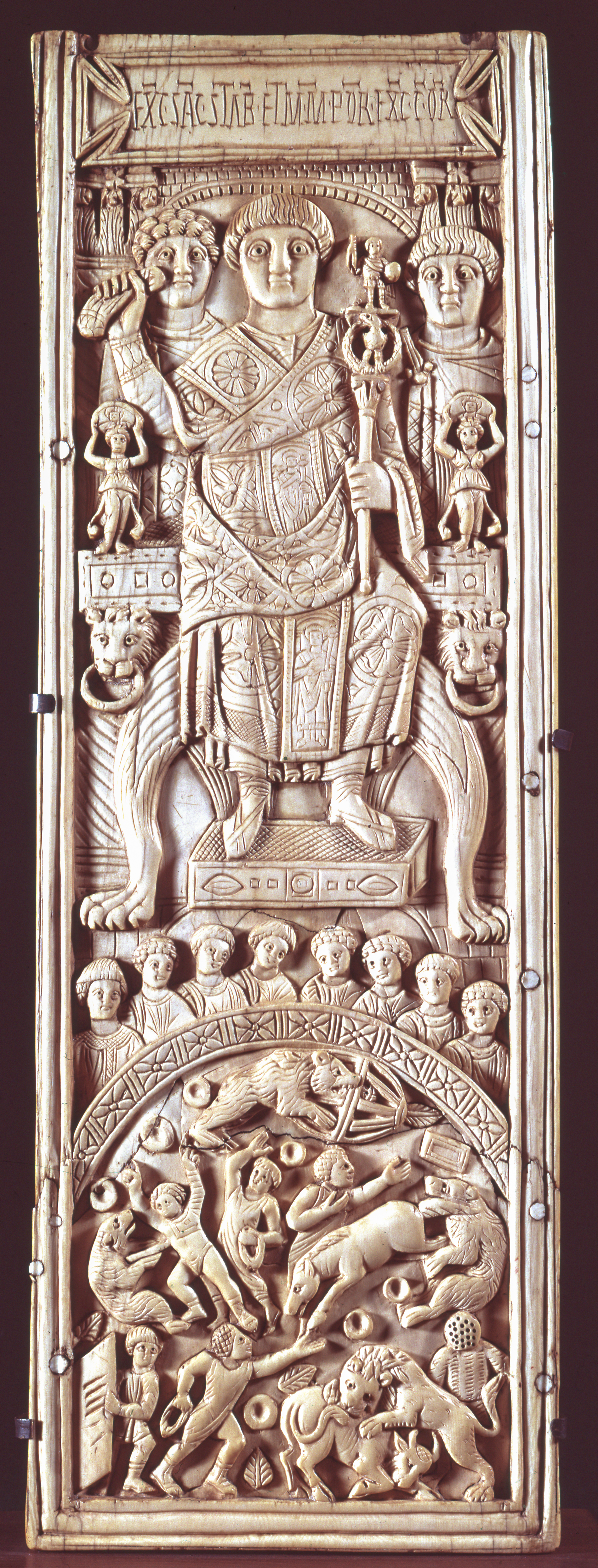
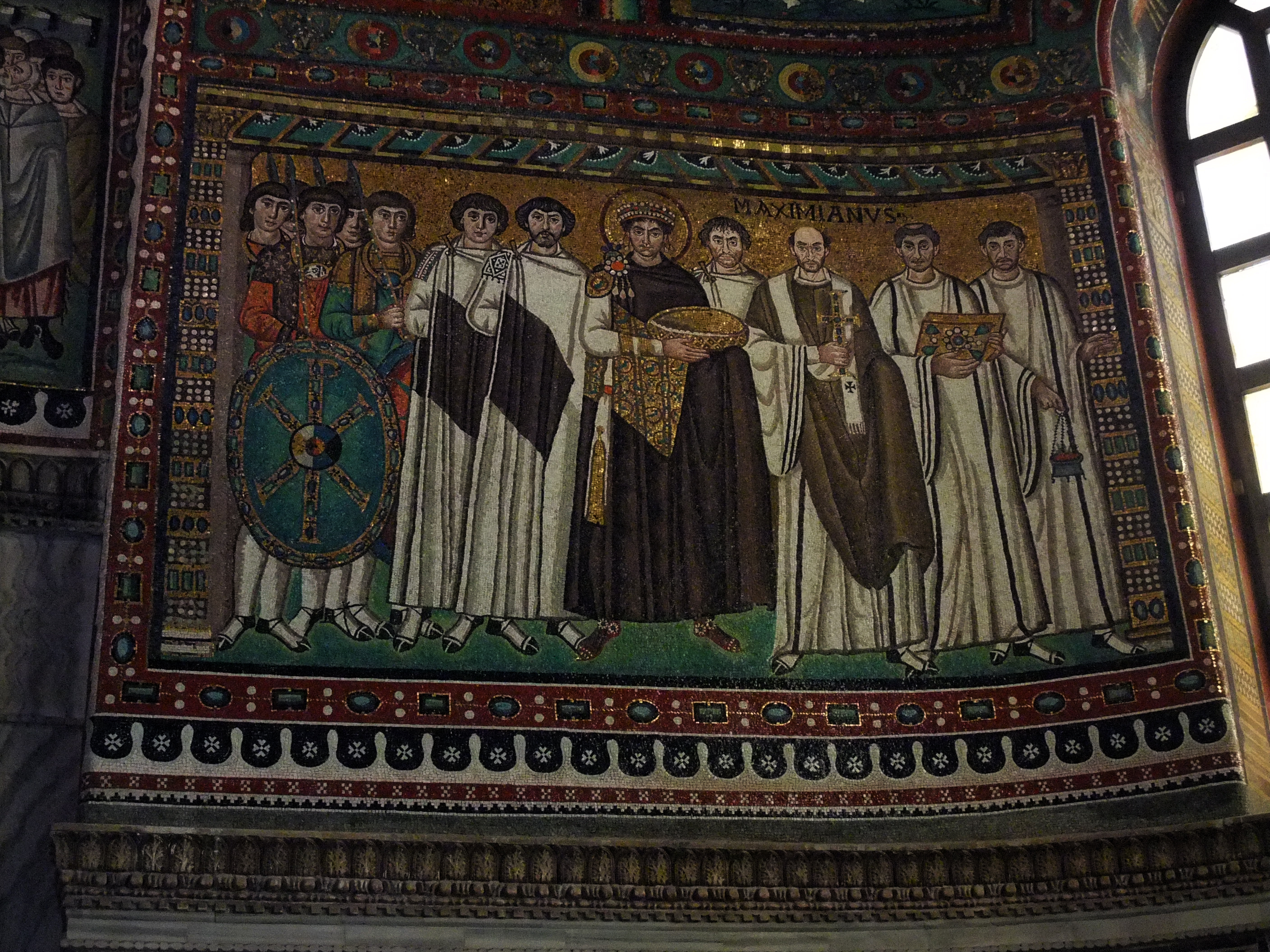
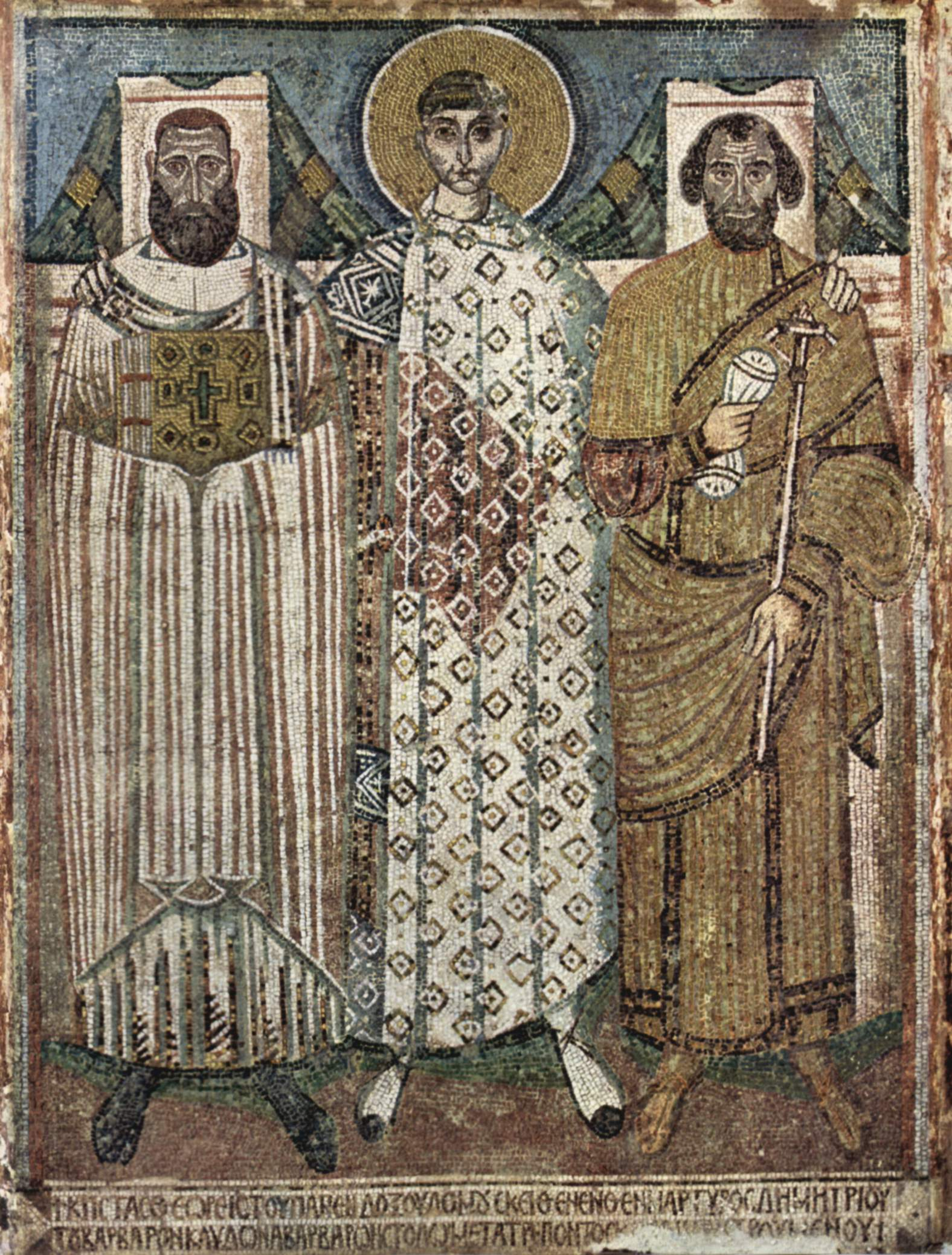
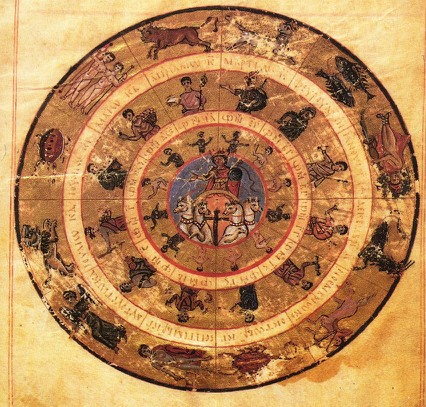
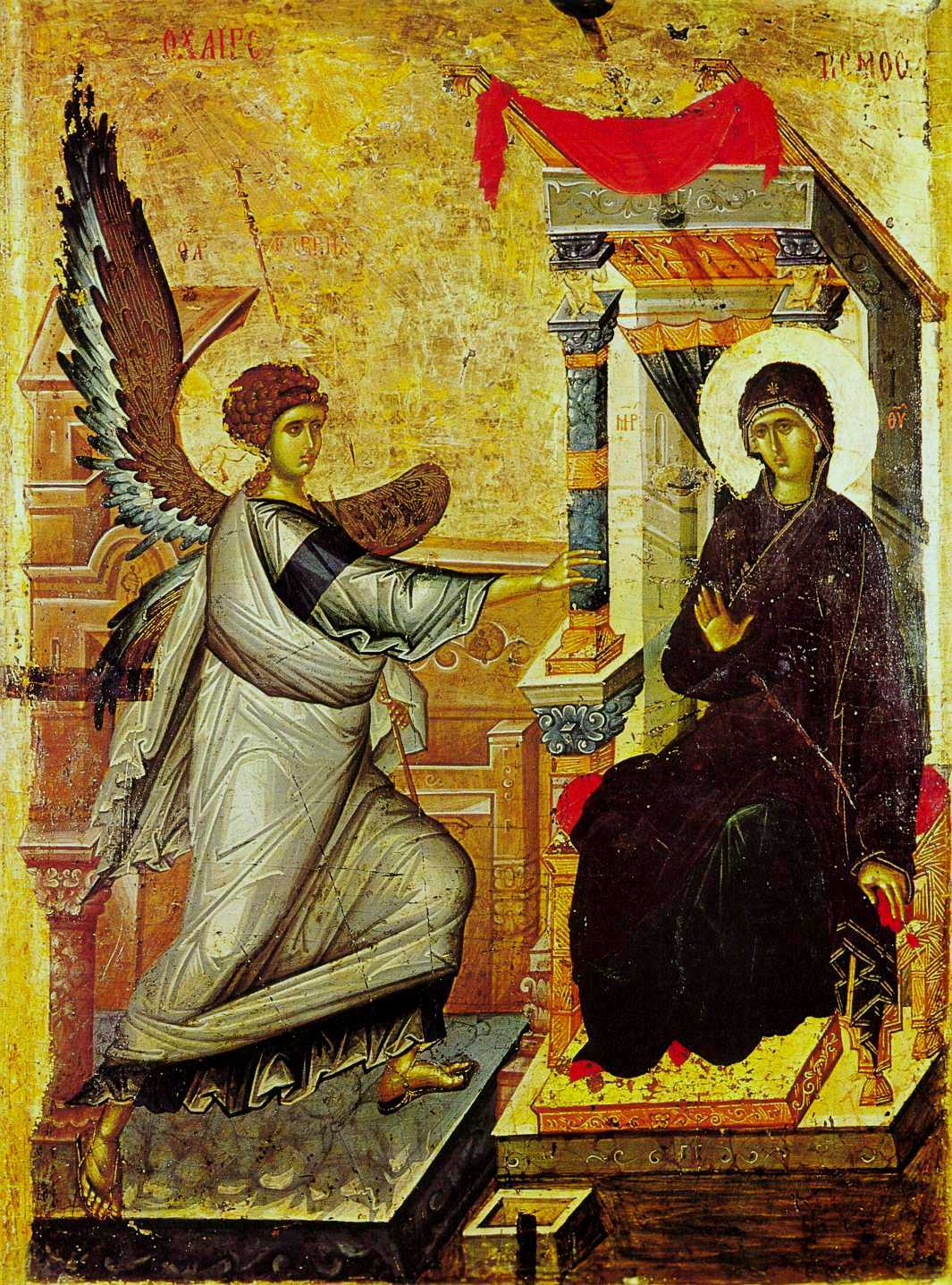
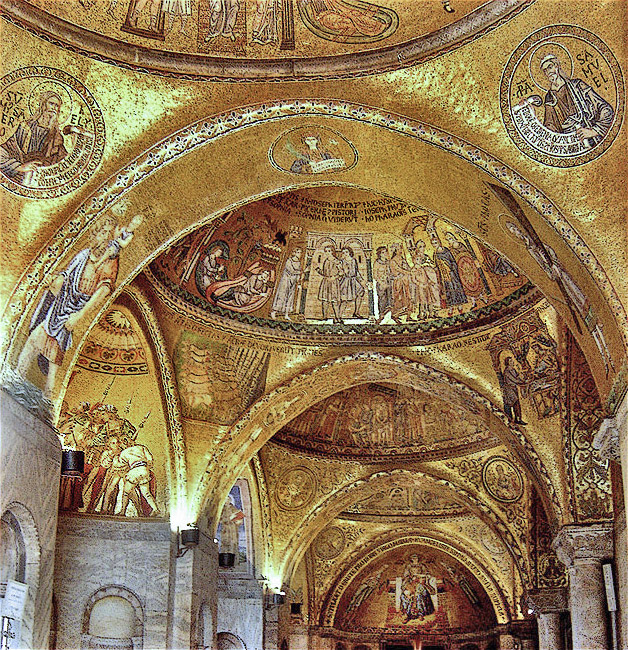
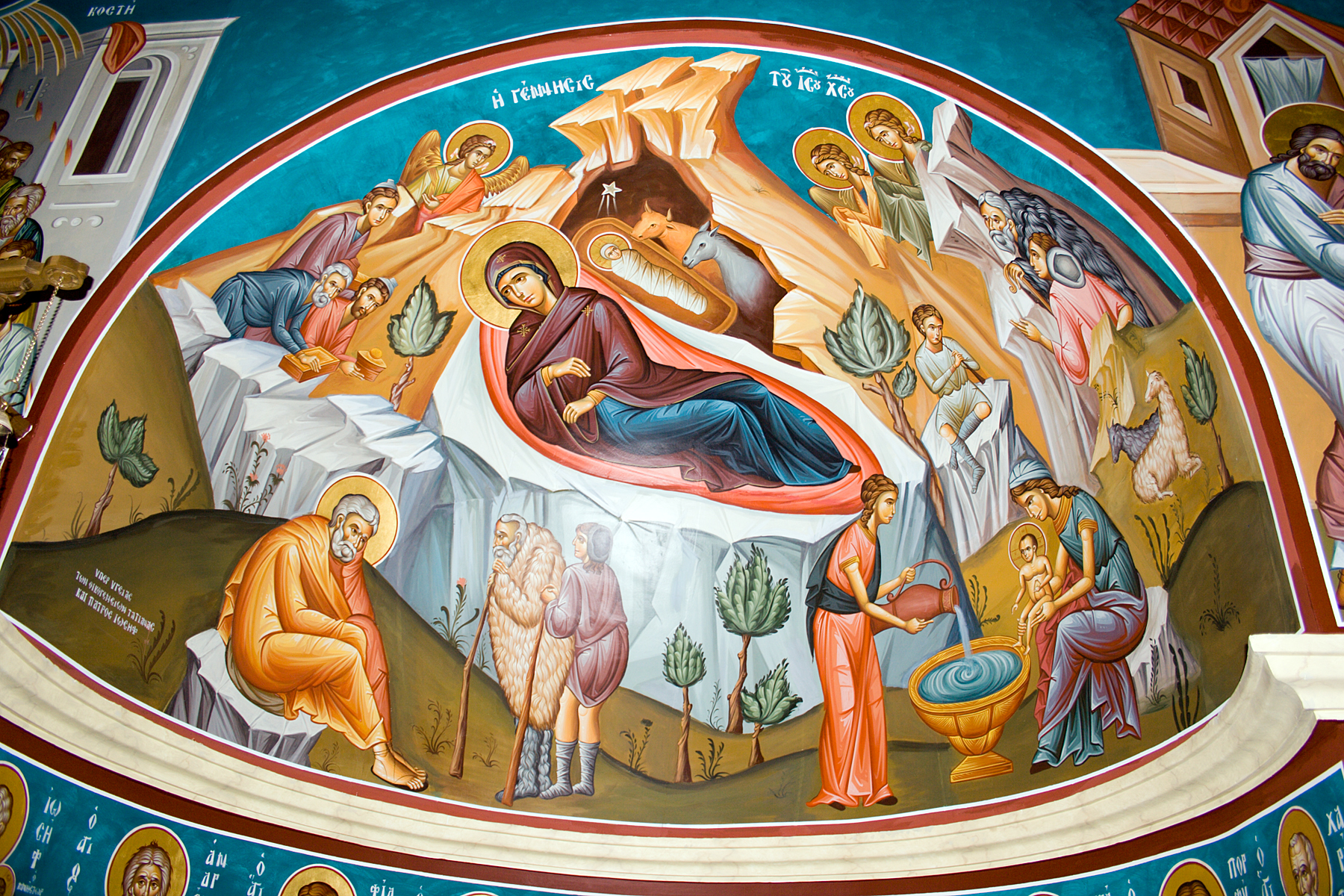